# Filaret (okręg Dolj)
Filaret – wieś w Rumunii, w okręgu Dolj, w gminie Giurgița. W 2011 roku liczyła 42 mieszkańców.